# Karchevan
Karchevan (in armeno Կարճևան) è un comune di 292 abitanti (2010) della Provincia di Syunik in Armenia.